# June Jordan
June Millicent Jordan (* 9. Juli 1936 in Harlem, New York; † 14. Juni 2002 in Berkeley, Kalifornien) war eine afro-amerikanische Dichterin, Schriftstellerin, Lehrerin und Aktivistin. Bekannt wurde sie vor allem durch ihr Engagement für die Menschenrechte und ihren politischen Aktivismus. Sie war die Autorin von rund 20 Gedichtbänden und zahlreichen Essaysammlungen, in denen sie Themen Geschlechtergerechtigkeit, Immigration und Ethnie behandelte.
Außerdem war sie Kolumnistin für die linke Monatszeitschrift The Progressive und lehrte dreizehn Jahre lang an der University of California in Berkeley.
Jordan setzte sich leidenschaftlich für die Verwendung des Black Englishs in ihren Texten und Gedichten ein und lehrte andere, es als eigene Sprache und wichtiges Ausdrucksmittel für die schwarze Kultur zu betrachten.
2019 wurde sie in die National LGBTQ Wall of Honor im Stonewall National Monument aufgenommen.

## Kindheit und Jugend
Jordan wurde 1936 in Harlem, New York, als einziges Kind der jamaikanischen Einwanderer Granville Ivanhoe Jordan und Mildred Maude Fisher geboren. Ihr Vater war Postbeamter beim USPS und ihre Mutter arbeitete alsTeilzeitkrankenschwester. Im Alter von 5 Jahren zog Jordan mit ihrer Familie nach Bedford-Stuyvesant, ein Stadtteil von Brooklyn, New York. Jordan schreibt ihrem Vater zu, dass er ihr seine Liebe zur Literatur vermittelte, sodass sie bereits im Alter von sieben Jahren begann, eigene Gedichte zu schreiben.
Die Umstände ihrer frühen Kindheit beschreibt Jordan vor allem in ihren Memoiren Soldier: A Poet's Childhood aus dem Jahre 2000. Hier schildert sie auch die komplizierte Beziehung zu ihrem Vater, der sie ermutigte, viel zu lesen und Passagen klassischer Texte auswendig zu lernen, der sie aber auch für den kleinsten Fehltritt schlug und sie „verdammtes schwarzes Teufelskind“ nannte. In ihrem 1986 erschienenen Essay „For My American Family“ (Für meine amerikanische Familie) geht Jordan auf die vielen Konflikte ein, die das Aufwachsen als Kind jamaikanischer Einwanderereltern mit sich brachte, deren Visionen von der Zukunft ihrer Tochter weit über die städtischen Ghettos ihrer Gegenwart hinausgingen. Jordans Mutter beging noch während ihrer Kindheit Suizid.
Jordans Ausbildung begann im New York City Public School System, wo sie zunächst die P.S. 26 Grundschule besuchte. Im Anschluss war sie für ein Jahr lang Schülerin an der Midwood High School in Brooklyn, bevor sie die Northfield Mount Hermon School, eine Eliteschule in Neuengland, besuchte. Sowohl Midwood als auch Northfield hatten überwiegend weiße Schüler. So wurde Jordan laut eigenen Aussagen in ihrer gesamten Schulzeit „vollständig in ein weißes Universum eingetaucht“ Dennoch konnte sie auch ihre Identität als schwarze Amerikanerin und Schriftstellerin aufbauen und entwickeln. 1953 schloss Jordan die High School ab und schrieb sich am Barnard College in New York City ein.
Jordan drückte später in ihrem 1981 erschienenen Essayband Civil Wars ihre Eindrücke und Gedanken über das Barnard College aus und schrieb:
Niemals wurde mir ein einziger schwarzer Autor, Dichter, Historiker, Charakter oder überhaupt eine Idee vorgestellt. Auch wurde mir nie eine einzige Frau zugewiesen, die ich als Denkerin, Schriftstellerin, Dichterin oder Lebenskraft studieren sollte. Nichts von dem, was ich hier lernte, minderte mein Gefühl von Schmerz, Verwirrung und Bitterkeit in Bezug auf meine Herkunft: meine Straße, meine Familie, meine Freunde. Nichts zeigte mir, wie ich versuchen könnte, die politischen und wirtschaftlichen Realitäten zu ändern, die unserer schwarzen Situation im weißen Amerika zugrunde liegen.
Aufgrund dieser Diskrepanz zu dem überwiegend männlich und weiß geprägten Lehrplan verließ June Jordan das Barnard College ohne Abschluss. Sie trat als Dichterin und politische Aktivistin in Erscheinung, als schwarze Autorinnen gerade begannen, sich Gehör zu verschaffen.

## Persönliches Leben
Am Barnard College lernte Jordan im Alter von 19 Jahren den Columbia-University-Studenten Michael Meyer kennen, den sie 1955 heiratete. Später folgte sie ihrem Mann an die University of Chicago, wo sie ein Graduiertenstudium in Anthropologie absolvierte. Bald darauf kehrte sie jedoch wieder nach Barnard zurück, wo sie bis 1957 blieb. 1958 brachte Jordan das einzige Kind des Paares zur Welt, Christopher David Meyer. Das Paar ließ sich 1965 scheiden, und Jordan zog ihren Sohn allein auf.
Nach den Harlem-Aufständen von 1964 stellte Jordan fest, dass sie, in ihren Worten, „mit Hass auf alles und jeden Weißen erfüllt war.“ Sie schrieb:

„[…] Mir wurde klar, dass dieser Zustand, wenn er anhielte, bedeuten würde, dass ich das Wesentliche verloren hatte: meinen Feinden nicht zu ähneln, meine Welt nicht in den Schatten zu stellen, meine Bereitschaft und Fähigkeit zu lieben nicht zu verlieren.“

In ihren Texten bezeichnete sie sich auch als bisexuell, was sie nicht verleugnen wollte, selbst als dieser Status stigmatisiert wurde.

## Karriere
Jordans erstes veröffentlichtes Buch, Who Look at Me (1969), war eine Sammlung von Gedichten für Kinder. Es folgten 27 weitere Bücher zu ihren Lebzeiten und ein weiteres (Some of Us Did Not Die: Collected and New Essays), das zum Zeitpunkt ihres Todes im Druck war. Zwei weitere Bücher wurden posthum veröffentlicht: Directed By Desire: The Collected Poems of June Jordan (Copper Canyon Press, 2005) und eine Neuauflage der von Jordan herausgegebenen Gedichtsammlung SoulScript von 1970.
Sie war außerdem Essayistin, Kolumnistin für The Progressive, Romanautorin, Biografin und Librettistin für die Oper I Was Looking at the Ceiling and Then I Saw the Sky, komponiert von John Adams und produziert von Peter Sellars. Auf die Frage nach dem Schreibprozess für das Libretto der Oper antwortete Jordan:

„Der Komponist, John Adams, sagte, er bräuchte das gesamte Libretto, bevor er anfangen könne, also habe ich mich im letzten Frühjahr einfach hingesetzt und es in sechs Wochen geschrieben, ich meine, das ist alles, was ich gemacht habe. Ich habe keine Wäsche gewaschen, nichts. Ich habe mich zu 100 Prozent darauf eingelassen. Was ich John und Peter [Sellars] gegeben habe, ist im Grunde das, was Scribner's jetzt veröffentlicht hat.“

Nach den Unruhen von 1964 arbeitete Jordan mit dem Architekten und Redner Richard Buckminster Fuller zusammen, um einen Vorschlag für Skyrise for Harlem zu entwerfen, eine Neugestaltung des Stadtteils Harlem mit 15 kegelförmigen Türmen, die 250 000 bis 500 000 Harlemer beherbergen sollten und die auf die bestehenden Gebäude gesetzt werden sollten, um den Bewohnern von Harlem ein besseres Umfeld zu bieten, einschließlich größerer Räume und Gemeinschaftsflächen. Jordan wollte damit den Bewohnern helfen und ihnen auch die Möglichkeit geben, sich vorzustellen. Ihr Artikel, der in der Aprilausgabe 1965 des Esquire veröffentlicht wurde, trug jedoch den ursprünglichen Titel Skyrise for Harlem und wurde nie realisiert. Jordan brachte ihre Frustration über die Zeitschrift später in ihrem Buch Civil Wars zum Ausdruck.
Jordan begann ihre Lehrtätigkeit 1967 am City College of New York. Zwischen 1968 und 1978 lehrte sie an der Yale University, dem Sarah Lawrence College und dem Connecticut College. Sie wurde Direktorin des Poetry Center an der SUNY at Stony Brook und war dort von 1978 bis 1989 Professorin für Englisch. Von 1989 bis 2002 war sie ordentliche Professorin für Englisch, Frauenforschung und African American studies an der University of California, Berkeley.
Jordan war als „Dichterin des Volkes“ bekannt. In Berkeley gründete sie 1991 das Programm „Poetry for the People“, dessen Ziel es war, Studenten dazu zu inspirieren und zu ermutigen, Poesie als Mittel des künstlerischen Ausdrucks zu nutzen. Den Beginn des Programmkonzepts reflektierend, sagte Jordan:

„Ich bin nicht eines Morgens aufgewacht und hatte eine kohärente Vision von Poesie für das Volk! Die natürliche Vermischung meiner Ideen und Beobachtungen als Pädagogin, Dichterin und afroamerikanische Tochter schlecht etablierter Einwanderer führte mich nicht zu irgendwelchen einschränkenden ideologischen Perspektiven oder Entschlüssen. Poetry for the People ist das mühsame und glückliche Ergebnis praktischer, täglicher Misserfolge und Erfolge im Klassenzimmer.“

Die Leitsätze des Programms fasste Jordan 1995 zusammen mit einer Reihe von Schriften ihrer Schüler unter dem Titel June Jordan's Poetry for the People: A Revolutionary Blueprint zusammen.
Zusätzlich schrieb die Aktivistin auch Kinderbücher.

## Literarische Themen und Einflüsse
Jordan legte großen Wert darauf, Black English als legitimen Ausdruck ihrer Kultur zu verwenden und ermutigte junge schwarze Schriftsteller dazu, dieses Idiom in ihren Werken zu verwenden. Anregungen gab sie in Form von eigenen veröffentlichten Gedichten, wie den Sammlungen Dry Victories (1972), New Life (1975) und Kimako's Story (1981).
Auch in ihrem Stück Nobody Mean More to Me Than You and the Future Life of Willie Jordan kritisiert Jordan die Schnelligkeit, mit der die Welt den Gebrauch von Black English oder jeder anderen Form, die als weniger als „Standard“ angesehen wird, abwertet. Sie prangerte „weißes Englisch“ als Standard-Englisch an und sagte, dass im Gegensatz zu anderen Ländern, in denen die Schüler in ihrer Stammessprache lernen dürfen, „die Schulpflicht in Amerika die Anpassung an ausschließlich weiße Formen des 'Englisch' erzwingt.“
Black English wurde von den meisten afroamerikanischen Studenten in ihren Klassen gesprochen, aber nie als eigenständige Sprache verstanden. Sie präsentierte es ihnen zum ersten Mal in einem beruflichen Umfeld, in dem sie normalerweise erwarteten, dass die Arbeit in englischer Sprache nach „weißen Standards“ strukturiert war. Aus dieser Lektion schufen die Studenten Richtlinien für Black English.
Neben ihrem Schreiben für junge Autoren und Kinder beschäftigte sich Jordan auch mit komplexen politischen Themen wie Ethnien und gesellschaftlichen Klassen, Sexualität, Kapitalismus, alleinerziehender Mutterschaft und Befreiungskämpfen auf der ganzen Welt. Sie beschrieb ihr Ziel damit, „das Persönliche und das Politische so zusammenzufügen, dass die Nähte nicht sichtbar wurden“. In ihren Gedichten, Essays, Theaterstücken, ihrem Journalismus und ihrer Kinderliteratur verknüpfte sie diese Themen mit ihren eigenen Erfahrungen und bot aufschlussreiche und lehrreiche Kommentare.
Jordans Essay Declaration of an Independence I Would Just As Soon Not Have wurde 1992 in die von Margaret Busby herausgegebene Anthologie Daughters of Africa aufgenommen.

## Beiträge zur feministischen Theorie
In ihrem 1982 erschienenen klassischen persönlichen Essay Report from the Bahamas reflektiert Jordan ihre Reiseerfahrungen, verschiedene Interaktionen und Begegnungen während ihres Aufenthalts auf den Bahamas. In narrativer Form erörtert sie die Möglichkeiten und Schwierigkeiten von Beziehungen und Selbstidentifikation auf der Grundlage von Ethnie, Klasse und Geschlechtsidentität. Obwohl dieser Essay bei seiner Erstveröffentlichung im Jahr 1982 noch nicht sehr bekannt war, ist er zu einem zentralen Werk der Frauen- und Geschlechterforschung, Soziologie und Anthropologie in den Vereinigten Staaten geworden.
Jordan setzt sich sowohl in ihren Gedichten als auch in ihren Essays immer wieder mit dem Thema Privilegien auseinander und betont den Begriff, wenn sie Fragen der Ethnie, der Klasse und der Geschlechtsidentität erörtert. Sie lehnt es ab, Unterdrücker zu privilegieren, die bestimmten Menschen ähnlich oder ähnlicher sind als andere Unterdrücker. Sie sagt, dass es keinen Gedanken an Privilegien geben sollte, weil alle Unterdrücker und Unterdrücker gleich betrachtet werden sollten.
In ihrer Solidaritätsschrift mit den Palästinensern weist sie auf die schwierige Mitschuld des amerikanischen Steuerzahlers hin. Sie besuchte die Flüchtlingslager Sabra und Shatilla im Libanon nach den dortigen Massakern und schrieb über diesen Besuch: “Yes I did know it was the money I earned as a poet that/paid/for the bombs and the planes and the tanks/that they used to massacre your family… I’m sorry. I really am sorry” (deutsch: „Ja, ich wusste, dass das Geld, das ich als Dichterin verdiente, die Bomben und die Flugzeuge und die Panzer bezahlte, mit denen sie deine Familie massakrierten. … Es tut mir leid. Es tut mir wirklich leid“)
Des Weiteren beschreibt Jordan anhand ihres Aufenthalts auf den Bahamas die Herausforderungen, die sich aus der Übersetzung der Sprachen von Geschlecht, Sexualität und Schwarzsein über den diasporischen Raum hinweg ergeben.
Anhand von Beispielen aus ihrer Rolle als Lehrerin, die Studenten berät, schildert Jordan die verschiedenen Erfahrungen zum Thema. So berichtet sie beispielsweise, wie eine irische Studentin mit einem Bobby-Sands-Aufkleber auf ihrem Auto einer südafrikanischen Studentin, die unter häuslicher Gewalt litt, die dringend benötigte Hilfe leistete. Ein solches Mitgefühl stand im Widerspruch zu Jordans Erfahrung in ihrer Nachbarschaft, wo sie von irischstämmigen Jugendlichen terrorisiert wurde, die rassistische Beleidigungen ausstießen.
In ihrem Werk betont Jordan immer wieder die Notwendigkeit, eine Verbindung aktiv herzustellen, anstatt sie aufgrund gemeinsamer Geschichten anzunehmen.

## Tod und Vermächtnis
Jordan starb am 14. Juni 2002 im Alter von 65 Jahren in ihrem Haus in Berkeley, Kalifornien an Brustkrebs. Kurz vor ihrem Tod stellte sie Some of Us Did Not Die fertig, ihre siebte Sammlung politischer Essays (und ihr 27. Buch). Es wurde posthum veröffentlicht. Darin beschreibt sie, wie sie durch ihre frühe Heirat mit einem weißen Studenten während ihres Studiums am Barnard College in die Rassenunruhen des Amerikas der 1950er-Jahre eintauchte und sich auf den Weg des sozialen Aktivismus begab.
Im Jahr 2004 wurde die June Jordan School for Equity (früher bekannt als Small School for Equity) in San Francisco von der ersten Klasse bis zur neunten Klasse nach ihr benannt. Auch ein Konferenzraum in der Eshleman Hall der University of California, Berkeley, der von den Associated Students of the University of California genutzt wird, wurde nach ihr benannt.
Im Juni 2019 wurde Jordan als einer der ersten fünfzig amerikanischen „Pioniere, Wegbereiter und Helden“ in die Nationale LGBTQ-Ehrenwand im Stonewall National Monument (SNM) in New York Citys Stonewall Inn aufgenommen. Das SNM ist das erste U.S. Nationaldenkmal, das den LGBTQ-Rechten und der Geschichte gewidmet ist, und die Enthüllung der Wand wurde zeitlich auf den 50. Jahrestag der Stonewall-Unruhen abgestimmt.

## Ehrungen und Auszeichnungen
Jordan erhielt zahlreiche Auszeichnungen und Preise, darunter 1969–1970 ein Rockefeller-Stipendium für kreatives Schreiben; 1970 einen Preis der American Academy in Rome für Umweltdesign; 1979 einen New York Council of the Humanities Award; 1978 ein Creative Arts Public Service Stipendium; 1982 ein National-Endowment-for-the-Arts-Stipendium; 1984 den Achievement Award for International Reporting der National Association of Black Journalists; 1985 ein New York Foundation for the Arts Fellowship; ein Massachusetts Council on the Arts Award 1985; ein MacDowell Colony Fellowship 1987; ein Nora Astorga Leadership Award 1989; ein Distinguished Service Award der Northfield Mount Herman School 1993; ein Ground Breakers-Dream Makers Award der Woman's Foundation 1994; einen Lila Wallace Reader's Digest Writers Award von 1995 bis 1998; einen Kritikerpreis und eine Enzyklopädie des Edinburgh Festival 1995 für I Was Looking at the Ceiling and Then I Saw the Sky, das am Royal Lyceum Theatre uraufgeführt wurde.
Jordan war 1972 Finalistin für den National Book Award für ihren Jugendroman His Own Where. Von 1984 bis zu ihrem Tod im Jahr 2002 wurde sie in das Who's Who in America aufgenommen. Sie erhielt die Chancellor's Distinguished Lectureship der UC Berkeley und den PEN Center USA West Freedom to Write Award im Jahr 1991.
Im Jahr 2005 wurde Directed by Desire: Collected Poems, eine posthume Sammlung ihrer Werke, mit dem Lambda Literary Award in der Kategorie Lesbian Poetry ausgezeichnet, obwohl Jordan sich als bisexuell identifizierte. Allerdings führte BiNet USA die bisexuelle Gemeinschaft in einer mehrjährigen Kampagne an, die schließlich dazu führte, dass bei der Preisverleihung 2006 eine neue Kategorie für Bisexuelle eingeführt wurde.

## Bibliographie
- Who Look at Me. Crowell, New York 1969, OCLC 22828 (englisch).
- Soulscript: Afro-American Poetry. Doubleday, Garden City 1970, OCLC 492067711 (englisch).
- The Voice of the Children. Holt, Rinehart and Winston, New York 1970, OCLC 109494 (englisch).
- Some Changes. Dutton, New York 1971, OCLC 133482 (englisch).
- His Own Where. Feminist Press, New York 2010, ISBN 978-1-55861-658-5 (englisch, eingeschränkte Vorschau in der Google-Buchsuche).
- Dry Victories. Holt, Rinehart and Winston, New York 1972, ISBN 978-0-03-086023-2 (englisch).
- Fannie Lou Hamer. Crowell, New York 1972, ISBN 978-0-690-28893-3 (englisch).
- New Days: Poems of Exile and Return. Emerson Hall, New York 1974, ISBN 978-0-87829-055-0 (englisch).
- New Life, new room. Crowell, New York 1975, ISBN 978-0-690-00211-9 (englisch).
- Things That I Do in the Dark: Selected Poems. Random House, New York 1977, ISBN 978-0-394-40937-5 (englisch).
- Passion. Beacon Press, Boston 1980, ISBN 978-0-8070-3218-3 (englisch).
- Kimako's Story. Houghton Mifflin, Boston 1981, ISBN 978-0-395-31604-7 (englisch).
- Civil Wars. Beacon Press, Boston 1981, ISBN 978-0-8070-3232-9 (englisch).
  - Civil Wars. Simon and Schuster, New York 1995, ISBN 978-0-684-81404-9 (englisch, eingeschränkte Vorschau in der Google-Buchsuche).
- Living Room: New Poems. Thunder's Mouth Press, New York 1985, ISBN 978-0-938410-26-3 (englisch).
- On Call: Political Essays. South End Press, Boston 1985, ISBN 978-0-89608-268-7 (englisch).
- Lyrical Campaigns: Selected Poems. Virago, London 1989, ISBN 978-1-85381-042-8 (englisch).
- Moving Towards Home. Virago, London 1989, ISBN 978-1-85381-043-5 (englisch).
- Naming Our Destiny. Thunder's Mouth Press, New York 1989, ISBN 978-0-938410-84-3 (englisch).
- Technical Difficulties: African-American Notes on the State of the Union. Pantheon Books, New York 1992, ISBN 978-0-679-40625-9 (englisch).
- Technical Difficulties: Selected Political Essays. Virago, London 1992, ISBN 978-1-85381-599-7 (englisch).
- Haruko: Love Poems. High Risk Books, New York 1994, ISBN 978-1-85242-323-0 (englisch).
- I Was Looking at the Ceiling and Then I Saw the Sky. Scribner, 1995 (englisch).
- June Jordan's Poetry for the People: A Revolutionary Blueprint. Taylor & Francis, 1995, ISBN 978-0-415-91168-9 (englisch, eingeschränkte Vorschau in der Google-Buchsuche).
- Kissing God Goodbye. Anchor Books, New York 1997, ISBN 978-0-385-49032-0 (englisch).
- Affirmative Acts: Political Essays. Anchor Books, 1998, ISBN 978-0-385-49225-6 (englisch).
- Soldier: A Poet's Childhood. Basic Civitas Books, New York 2001, ISBN 978-0-465-03682-0 (englisch, archive.org).
- Some of Us Did Not Die. Basic Civitas Books, New York 2003, ISBN 978-0-465-03693-6 (englisch, eingeschränkte Vorschau in der Google-Buchsuche).
- Soulscript: A Collection of Classic African American Poetry. Random House Digital, 2004, ISBN 978-0-7679-1846-6 (englisch, eingeschränkte Vorschau in der Google-Buchsuche).
- Directed by Desire: The Collected Poems of June Jordan. Hrsg.: Jan Heller Levi, Sara Miles. Copper Canyon Press, Port Townsend 2005, ISBN 978-1-55659-228-7 (englisch).